# Grèzes (Haute-Loire)
Grèzes település Franciaországban, Haute-Loire megyében. Lakosainak száma 184 fő (2022. január 1.). Grèzes Chanaleilles, Esplantas-Vazeilles, Saugues és Le Malzieu-Forain községekkel határos.

## Népesség
A település népességének változása:
| Lakosok száma | 451  | 365  | 316  | 225  | 206  | 200  | 198  | 197  | 193  | 184  |
|               | 1968 | 1982 | 1990 | 2006 | 2013 | 2015 | 2017 | 2019 | 2020 | 2022 |